# Espen Hoff
Espen Hoff (Larvik, 20 novembre 1981) è un ex calciatore norvegese, di ruolo attaccante.

## Caratteristiche tecniche
È un'ala tecnicamente dotata.

## Carriera

### Club

#### Odd Grenland
Ha iniziato la carriera al Larvik Turn, ma nel 1999 si è trasferito all'Odd Grenland. Ha esordito nell'Eliteserien il 9 maggio dello stesso anno, sostituendo Thomas Røed nella sconfitta casalinga per 0-2 contro il Lillestrøm. Il 24 ottobre 1999 ha realizzato la prima rete della sua carriera nella massima divisione norvegese, fissando il punteggio sul 3-6 in favore dell'Odd Grenland, nella sfida disputata in casa del Rosenborg. Ha fatto parte della squadra che si aggiudicò il Norgesmesterskapet 2000, giocando da titolare la finale vinta per 1-2 sul Viking. Il 20 settembre 2001 ha debuttato nelle competizioni europee, giocando nella sfida valida per la Coppa UEFA 2001-2002 tra Odd Grenland ed Helsingborg. Ha collezionato oltre 188 presenze in squadra e 57 reti, prima di passare al Lyn.

#### Lyn Oslo
Con il club di Oslo ha giocato il primo incontro in data 17 aprile 2006, nella vittoria casalinga per 2-1 sul Vålerenga. La settimana seguente ha siglato la prima rete per la nuova squadra, sancendo il successo per 0-1 in casa del Molde. È stato nominato, dai propri tifosi, giocatore dell'anno sia nel 2006 che nel 2007. È rimasto in squadra fino al termine dell'Eliteserien 2008, quando ha firmato per lo Stabæk, fresco vincitore del campionato.

#### Stabæk
La prima gara ufficiale con lo Stabæk fu la Superfinalen 2009, gara coincisa con il successo per 3-1 sul Vålerenga e la conseguente conquista del trofeo. Una settimana dopo, ha esordito in campionato: è stato titolare nel pareggio per 1-1 contro il Lillestrøm. Il 2 agosto dello stesso anno ha realizzato la prima marcatura per lo Stabæk, nella vittoria per 3-0 sull'Aalesund.

#### Start
Nell'estate 2010 si è trasferito allo Start, debuttando nella sconfitta per 8-1 all'Ullevaal Stadion, contro il Vålerenga. Il 14 agosto 2010 ha realizzato una rete ai danni del Rosenborg, sebbene la sua squadra fosse uscita sconfitta dal confronto, perdendo per 4-3. Al termine del campionato 2011, lo Start retrocesse nella 1. divisjon. Hoff è rimasto in squadra ed ha contribuito all'immediata promozione dell'anno seguente. Il 25 marzo 2014, ha rinnovato il contratto che lo legava al club fino al 31 dicembre 2016. Il 29 giugno 2016, con il contratto in scadenza a fine stagione, ha annunciato il proprio ritiro dall'attività agonistica al termine del campionato.

### Nazionale
Hoff ha esordito per la Norvegia under 21 il 31 maggio 2000, contro i coetanei della Germania, entrando in campo al posto di Trond Fredrik Ludvigsen. Ha collezionato altre 26 presenze, con 3 reti all'attivo.
Il 25 gennaio 2005 ha debuttato per la Nazionale maggiore, nell'amichevole contro il Bahrein: è subentrato ad Øyvind Storflor all'inizio del secondo tempo, con gli scandinavi si sono imposti per 0-1.

## Statistiche

### Presenze e reti nei club
Statistiche aggiornate al 22 novembre 2016.
| Stagione            | Club                | Campionato          | Campionato | Campionato | Coppe nazionali | Coppe nazionali | Coppe nazionali | Coppe continentali | Coppe continentali | Coppe continentali | Supercoppe | Supercoppe | Supercoppe | Totale | Totale |
| Stagione            | Club                | Comp                | Pres       | Reti       | Comp            | Pres            | Reti            | Comp               | Pres               | Reti               | Comp       | Pres       | Reti       | Pres   | Reti   |
| ------------------- | ------------------- | ------------------- | ---------- | ---------- | --------------- | --------------- | --------------- | ------------------ | ------------------ | ------------------ | ---------- | ---------- | ---------- | ------ | ------ |
| 1999                | Odd Grenland        | ES                  | 7          | 1          | CN              | 2               | 1               | -                  | -                  | -                  | -          | -          | -          | 9      | 2      |
| 2000                | Odd Grenland        | ES                  | 23         | 7          | CN              | 5               | 3               | -                  | -                  | -                  | -          | -          | -          | 28     | 10     |
| 2001                | Odd Grenland        | ES                  | 25         | 8          | CN              | 5               | 2               | CU                 | 2                  | 0                  | -          | -          | -          | 32     | 10     |
| 2002                | Odd Grenland        | ES                  | 25         | 6          | CN              | 7               | 4               | -                  | -                  | -                  | -          | -          | -          | 32     | 10     |
| 2003                | Odd Grenland        | ES                  | 24         | 8          | CN              | 3               | 1               | -                  | -                  | -                  | -          | -          | -          | 27     | 9      |
| 2004                | Odd Grenland        | ES                  | 26         | 5          | CN              | 2               | 2               | CU                 | 4                  | 0                  | -          | -          | -          | 32     | 7      |
| 2005                | Odd Grenland        | ES                  | 24         | 2          | CN              | 4               | 7               | -                  | -                  | -                  | -          | -          | -          | 29     | 9      |
| Totale Odd Grenland | Totale Odd Grenland | Totale Odd Grenland | 154        | 37         |                 | 28              | 20              |                    | 6                  | 0                  |            | -          | -          | 188    | 57     |
| 2006                | Lyn Oslo            | ES                  | 21         | 6          | CN              | 1               | 2               | CU                 | 2                  | 0                  | -          | -          | -          | 24     | 8      |
| 2007                | Lyn Oslo            | ES                  | 23         | 6          | CN              | 3               | 2               | -                  | -                  | -                  | -          | -          | -          | 26     | 8      |
| 2008                | Lyn Oslo            | ES                  | 23         | 10         | CN              | 5               | 5               | -                  | -                  | -                  | -          | -          | -          | 28     | 15     |
| Totale Lyn Oslo     | Totale Lyn Oslo     | Totale Lyn Oslo     | 67         | 22         |                 | 9               | 9               |                    | 2                  | 0                  |            | -          | -          | 78     | 31     |
| 2009                | Stabæk              | ES                  | 28         | 1          | CN              | 4               | 0               | UCL+UEL            | 4+2                | 0                  | SN         | 1          | 0          | 39     | 1      |
| gen.-ago. 2010      | Stabæk              | ES                  | 18         | 5          | CN              | 3               | 4               | UEL                | 1                  | 0                  | -          | -          | -          | 22     | 9      |
| Totale Stabæk       | Totale Stabæk       | Totale Stabæk       | 46         | 6          |                 | 7               | 4               |                    | 7                  | 0                  |            | 1          | 0          | 61     | 10     |
| ago.-dic. 2010      | Start               | ES                  | 11         | 2          | CN              | 1               | 1               | -                  | -                  | -                  | -          | -          | -          | 12     | 3      |
| 2011                | Start               | ES                  | 29         | 11         | CN              | 5               | 3               | -                  | -                  | -                  | -          | -          | -          | 34     | 14     |
| 2012                | Start               | 1D                  | 21         | 7          | CN              | 3               | 1               | -                  | -                  | -                  | -          | -          | -          | 24     | 8      |
| 2013                | Start               | ES                  | 29         | 6          | CN              | 4               | 1               | -                  | -                  | -                  | -          | -          | -          | 33     | 7      |
| 2014                | Start               | ES                  | 28         | 6          | CN              | 2               | 1               | -                  | -                  | -                  | -          | -          | -          | 30     | 7      |
| 2015                | Start               | ES                  | 26+2       | 3+0        | CN              | 2               | 1               | -                  | -                  | -                  | -          | -          | -          | 30     | 4      |
| 2016                | Start               | ES                  | 16         | 1          | CN              | 0               | 0               | -                  | -                  | -                  | -          | -          | -          | 16     | 1      |
| Totale Start        | Totale Start        | Totale Start        | 160+2      | 36+0       |                 | 17              | 8               |                    | -                  | -                  |            | -          | -          | 179    | 44     |
| Totale              | Totale              | Totale              | 427+2      | 101+0      |                 | 61              | 41              |                    | 15                 | 0                  |            | 1          | 0          | 516    | 142    |

### Cronologia presenze e reti in Nazionale
| Cronologia completa delle presenze e delle reti in nazionale ― Norvegia | Cronologia completa delle presenze e delle reti in nazionale ― Norvegia | Cronologia completa delle presenze e delle reti in nazionale ― Norvegia | Cronologia completa delle presenze e delle reti in nazionale ― Norvegia | Cronologia completa delle presenze e delle reti in nazionale ― Norvegia | Cronologia completa delle presenze e delle reti in nazionale ― Norvegia | Cronologia completa delle presenze e delle reti in nazionale ― Norvegia | Cronologia completa delle presenze e delle reti in nazionale ― Norvegia |
| Data                                                                    | Città                                                                   | In casa                                                                 | Risultato                                                               | Ospiti                                                                  | Competizione                                                            | Reti                                                                    | Note                                                                    |
| ----------------------------------------------------------------------- | ----------------------------------------------------------------------- | ----------------------------------------------------------------------- | ----------------------------------------------------------------------- | ----------------------------------------------------------------------- | ----------------------------------------------------------------------- | ----------------------------------------------------------------------- | ----------------------------------------------------------------------- |
| 25-1-2005                                                               | Riffa                                                                   | Bahrein                                                                 | 0 – 1                                                                   | Norvegia                                                                | Amichevole                                                              | -                                                                       |                                                                         |
| 15-11-2006                                                              | Belgrado                                                                | Serbia                                                                  | 1 – 1                                                                   | Norvegia                                                                | Amichevole                                                              | -                                                                       |                                                                         |
| Totale                                                                  |                                                                         | Presenze                                                                | 2                                                                       |                                                                         | Reti                                                                    | 0                                                                       |                                                                         |

## Palmarès
- Coppa di Norvegia: 1

Odd Grenland: 2000
- Superfinalen: 1

Stabæk: 2009